# A una terra che amo
A una terra che amo é um álbum da cantora portuguesa Amália Rodrigues editado apenas em Itália.
Este disco foi registado em Roma no Studi della Ortophonic, nas noites de 1, 2 e 3 de Março de 1973. O álbum integra vários temas do folclore italiano interpretados em estilo Fado. O disco temas nos dialectos siciliano, napolitano, romano e veneto. 
O disco era utilizado como material didático na cadeira de Literatura Italiana em diferentes universidades.
Em 2017 é editado o triplo CD "Amália em Itália", coordenado por Frederico Santiago, que junta os dois álbuns gravados em Itália nos anos 1970 (um álbum gravado ao vivo ["Live In Italy", 1971] e outro de folclore italiano gravado em estúdio ["A una terra che amo", 1973]) mas que nunca foram publicados em Portugal e ainda algumas gravações inéditas feitas ao vivo em Itália.
Lado A
1. Amor Dammi Quel Fazzolettino – Anónimo
2. Sora Menica – Anónimo romano do século XIX
3. Tarantella – Anónimo
4. Canto Delle Lavandaie Del Vomero – anónimo napolitano do século XV
5. Ciuri Ciuri – anónimo siciliano (coletânea Frontini do século XVIII – XIX)

Lado B
1. La bella Gigogin – Paolo Giorza 1858
2. Sant'Antonio Allu desertu – Anónimo
3. Maremma – Anónimo (verso la metà dell'ottocento, toscano)
4. Tiramole. Anónimo napolitano
5. Vitti 'na Crozza – Franco Li Causi, anos 50.

EMI/Columbia C064 – 40280, 1973, Roma

## Músicos
- Joel Pina, baixo
- Fontes Rocha, guitarra portuguesa
- Carlos Gonçalves, guitarra portuguesa
- Pedro Leal da Silva, viola
  - Produção: Pino Mastroianni, técnico de som e mistura; Giancarlo Jannucci, gravação.
  - Capa de Ennio Antonangeli

## Posições
| Paradas (1973)                 | Posições |
| ------------------------------ | -------- |
| Portugal - AFP                 | 1        |
| França - SNEP                  | 21       |
| Estados Unidos - Billboard 200 | 156      |

| País / Certificadora | Certificação | Vendas  |
| -------------------- | ------------ | ------- |
| Portugal AFP         | 2× Platina   | 100.000 |
| Brasil ABPD          | Ouro         | 100.000 |
| França SNEP          | Ouro         | 100.000 |
| Líbano IFPI          | Ouro         | 1.000   |
| Itália FIMI          | 2× Platina   | 200.000 |
| Suécia IFPI          | Ouro         | 20.000  |